# Sherwood Schwartz
Sherwood Schwartz (14. november 1916 – 12. juli 2011) var en amerikansk TV-producent.